# Huana
Huana ist eine kleine indonesische Insel im Timorarchipel (Kleine Sundainseln). Sie gehört zum Regierungsbezirk (Kabupaten) Rote Ndao in der Provinz Ost-Nusa Tenggara.
Huana liegt vor der Nordküste der Insel Roti, westlich der Kabupaten-Hauptstadt Ba'a. Huana ist unbewohnt.